# Lithobius kansuanus
Lithobius kansuanus är en mångfotingart som beskrevs av Karl Wilhelm Verhoeff 1933. Lithobius kansuanus ingår i släktet Lithobius och familjen stenkrypare. Inga underarter finns listade i Catalogue of Life.